# Sant Cristòfol de Nevà
Sant Cristòfol de Nevà és una església de Toses (Ripollès) protegida com a Bé Cultural d'Interès Local.

## Descripció
Les restes de l'antiga església es troben a la part més alta del poble de Nevà. Les ruïnes d'aquest municipi consisteixen en els murs de l'absis fins al nivell de l'arrencada de la volta, visible des de l'interior i d'un campanar de torre de planta quadrada amb finestres i, actualment, sense coberta.